# Донкур-ле-Конфлан
Донку́р-ле-Конфла́н (фр. Doncourt-lès-Conflans) — коммуна во французском департаменте Мёрт и Мозель, региона Лотарингия. Относится к  кантону Конфлан-ан-Жарнизи.	

## География
Донкур-ле-Конфлан расположен в 18 км к западу от Меца и в 55 км к северо-западу от Нанси. Соседние коммуны:  Жуавиль и Батийи на северо-востоке, Сен-Марсель на юге, Брювиль на юго-западе, Жарни и Конфлан-ан-Жарнизи на северо-западе. К северной части города примыкает местный аэродром Донкур.

## Демография
Население коммуны на 2010 год составляло 1199 человек.
| 1962 | 1968 | 1975 | 1982 | 1990 | 1999 | 2010 |
| ---- | ---- | ---- | ---- | ---- | ---- | ---- |
| 565  | 506  | 507  | 731  | 936  | 960  | 1199 |